# Kiran Klaus Patel

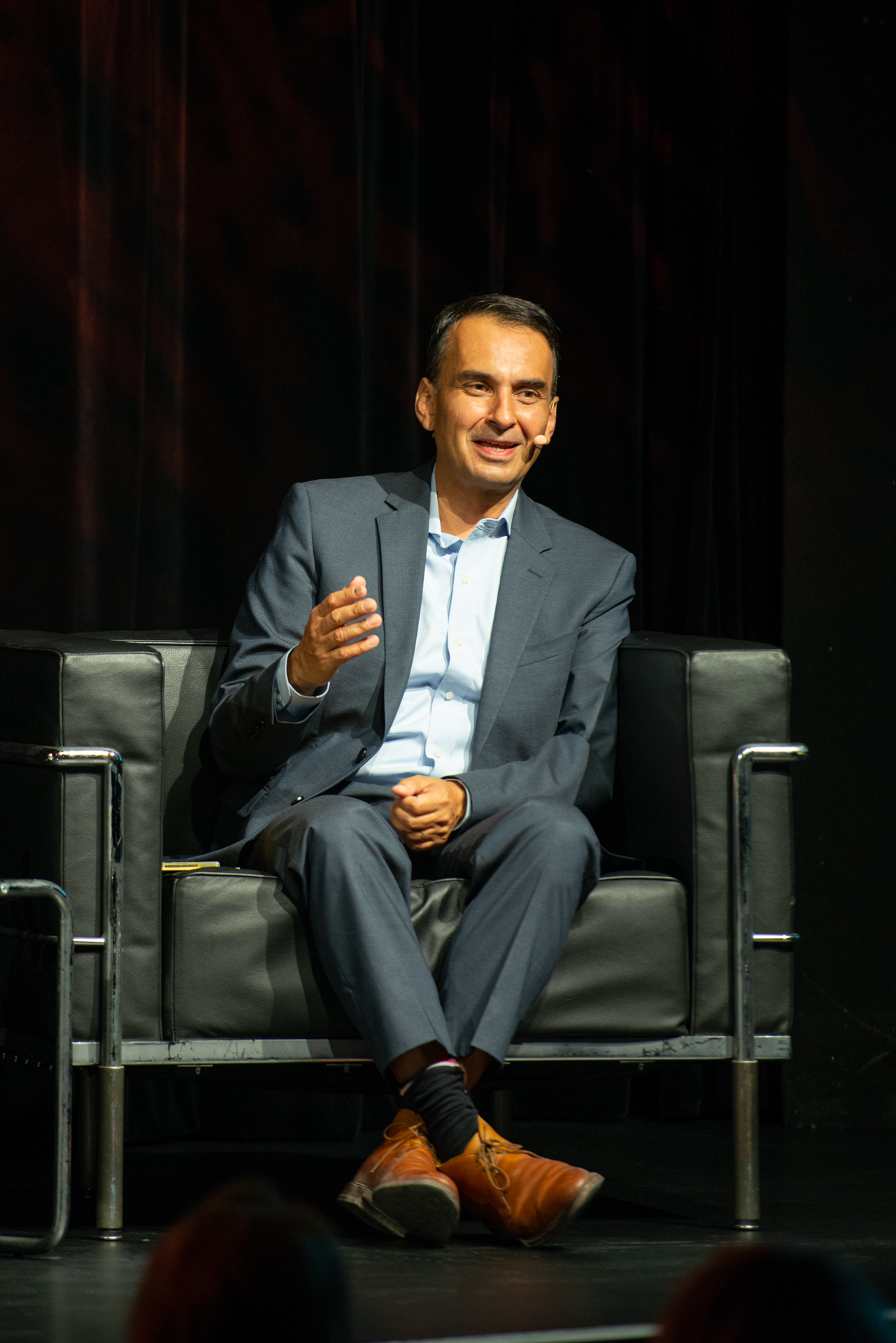
Kiran Klaus Patel (2020)

Kiran Klaus Patel (* 3. Oktober 1971 in Villingen im Schwarzwald) ist ein deutsch-britischer Historiker.

## Leben und Wirken
Kiran Patel absolvierte sein Abitur im Jahr 1991 am Fürstenberg-Gymnasium in Donaueschingen. Von 1992 bis 1997 studierte er Neuere und Neueste Geschichte, Anglistik und Alte Geschichte an der Albert-Ludwigs-Universität Freiburg und an der Humboldt-Universität zu Berlin. 1999 hielt sich Patel für einen mehrmonatigen Forschungsaufenthalt am Deutschen Historischen Institut in Washington auf. 2001 wurde er mit einer Studie über Arbeitsdienste in Deutschland und den USA 1933–1945 an der Humboldt-Universität zu Berlin bei Heinrich August Winkler promoviert.
2002 wurde Patel als erster Neuzeithistoriker in Deutschland zum Juniorprofessor ernannt. Von 2002 bis 2007 hatte er diese Stelle im Bereich Neuere und Neueste Geschichte an der Humboldt-Universität inne. 2006/2007 war er „John F. Kennedy Fellow“ am Center for European Studies an der Harvard University. Von 2007 bis 2011 war er Professor für Europäische Geschichte und Transatlantische Beziehungen am Department of History und am Robert Schuman Centre for Advanced Studies des Europäischen Hochschulinstituts in Florenz.
Von 2011 bis 2019 war er Professor für die Europäische und Globale Geschichte an der Universität Maastricht und zugleich Head of the Department of History.
Zum Wintersemester 2019/20 wechselte er an die Ludwig-Maximilians-Universität München und hat dort einen Lehrstuhl für Neuere und Neueste Geschichte inne. Er ist dort außerdem seit 2020 Gründungsdirektor des Project House Europe der LMU, das sich der interdisziplinären Forschung zur Geschichte Europas seit 1918 widmet.

### Werk
Sein aus der Dissertation entstandenes erstes Buch Soldaten der Arbeit. Arbeitsdienste in Deutschland und den USA, 1933–1945 nahm einem Vergleich zwischen dem Reichsarbeitsdienst und dem Civilian Conservation Corps in den USA vor. Es wurde mit dem Prix de la Fondation Auschwitz und dem Tiburtius-Anerkennungspreis ausgezeichnet; neben der deutschen Originalfassung (2003) erschien 2005 eine englischsprachige Übersetzung bei Cambridge University Press.
Sein 2009 vorgelegtes Werk Europäisierung wider Willen. Die Bundesrepublik Deutschland in der Agrarintegration der EWG, 1955–1975 wurde kurz nach Erscheinen in der Süddeutschen Zeitung als „Meilenstein der Geschichtsschreibung über die europäische Integration“ rezensiert.
2016 publizierte er bei Princeton University Press die Monographie The New Deal: A Global History, welche der Rolle der USA in den 1930er und 1940er Jahren im globalen Kontext in vergleichender und beziehungsgeschichtlicher Richtung nachgeht. Die American Historical Review hielt dazu fest: „Patel's story will become the definitive account“. 2017 wurde das Buch mit dem WHA Bentley Book Prize der World History Association ausgezeichnet. 2018 erschien bei Einaudi eine italienische Übersetzung des Buchs.
Im Jahre 2018 hat er das Buch Projekt Europa. Eine kritische Geschichte vorgelegt, mit dem die Behauptung widerlegt wird, die europäischen Institutionen seien von Anfang an eine erfolgreiche Friedensmacht gewesen. Die Andruck-Redaktion des Deutschlandfunks zählte es zu den besten fünf Sachbüchern des Jahres. Eine englische Übersetzung erschien 2020 bei Cambridge University Press und stieß auf breite internationale Resonanz. Das Journal of European Integration History nannte es ein „masterpiece“; das niederländische NRC Handelsblad unterstrich, dass sein Buch zur Pflichtlektüre in Schulen werden sollte.
Patel ist Mitherausgeber verschiedener Buchreihen und im Herausgebergremium diverser wissenschaftlicher Zeitschriften, u. a. von Geschichte und Gesellschaft. Zeitschrift für Historische Sozialwissenschaft.

### Ehrungen und Projekte
Für sein wissenschaftliches Werk hat Patel zahlreiche Ehrungen erhalten. Von 2015 bis 2019 war Patel an der Universität Maastricht Inhaber des Jean-Monnet-Lehrstuhls für Geschichte. Er war außerdem u. a. Visiting Professor/Senior Visiting Fellow an der École des Hautes Études en Sciences Sociales, der Universität Freiburg, der FU Berlin, der London School of Economics and Political Science, der Universität Oxford, Sciences Po in Paris und dem Ciampi Center der Scuola Normale Superiore in Florenz. Im Sommersemester 2021 hatte er das erstmals vergebene Scholarship-in-Residence der Bundeskanzler-Helmut-Schmidt-Stiftung und des Europa-Kollegs in Hamburg inne; im Wintersemester 2021/22 wirkte er als Distinguished Fellow am Max-Weber-Kolleg der Universität Erfurt.
Von 2006 bis 2009 war er Sprecher des vom Bundesministerium für Bildung und Forschung finanzierten Verbundprojektes „Imagined Europeans“. 2013 wurde Patel von Ursula von der Leyen zum Mitglied einer Historikerkommission berufen, die die Geschichte der Vorgängerinstitutionen des Bundesministeriums für Arbeit und Soziales in der Zeit des Nationalsozialismus bis in die Nachkriegszeit beider deutscher Staaten erforscht. 2019 wurde Patel Mitglied der Königlich Niederländischen Akademie der Wissenschaften; im Oktober 2021 wurde er in die Mainzer Akademie der Wissenschaften und der Literatur aufgenommen. Er ist Mitglied in zahlreichen Gremien, u. a. Vorsitzender des Wissenschaftlichen Beirats des Instituts für Zeitgeschichte sowie des European Union Liaison Committee of Historians, Mitglied der Historischen Kommission bei der Bayerischen Akademie der Wissenschaften und des Internationalen Beirats der Bundeskanzler Willy Brandt Stiftung.
Seit 2022 ist er zusammen mit Martin Schulze Wessel und Andreas Wirsching Direktor der von der DFG geförderten Kollegforschungsgruppe „Universalismus und Partikularismus in der europäischen Zeitgeschichte“. 2023 wurde Patel mit dem „ERC Advanced Grant“ ausgezeichnet, mit dem er das Nachleben ehemaliger Internationaler Organisationen erforscht.

### Privates
Patel ist seit 2002 verheiratet und hat drei Kinder. Seine väterliche Familie stammt aus Indien; Patel selbst hat einen Teil seiner frühen Kindheit in Ghana verbracht. Sein Bruder Martin ist Professor für Energieeffizienz an der Universität Genf.

## Schriften (Auswahl)

### Autor
- „Soldaten der Arbeit“. Arbeitsdienste in Deutschland und den USA, 1933–1945 (= Kritische Studien zur Geschichtswissenschaft. Bd. 153). Vandenhoeck & Ruprecht, Göttingen 2003, ISBN 3-525-35138-0 (Zugl.: Berlin, Humboldt-Univ., Diss., 2001).
- Nach der Nationalfixiertheit. Perspektiven einer transnationalen Geschichte (= Öffentliche Vorlesungen. Bd. 128). Humboldt-Universität, Berlin 2004, ISBN 3-86004-171-1.
- Europäisierung wider Willen. Die Bundesrepublik Deutschland in der Agrarintegration der EWG, 1955–1975. Oldenbourg, München 2009, ISBN 978-3-486-59146-0.
- Transnationale Geschichte. In: Europäische Geschichte Online. 3. Dezember 2010.
- gemeinsam mit Ulrike von Hirschhausen: Artikel Europäisierung, Version: 1.0, veröffentlicht in Docupedia-Zeitgeschichte am 29. November 2010.
- Op zoek naar een nieuw verleden. Europese integratie in historisch perspectief (= Oratie, Maastricht University, Faculty of Arts & Social Sciences), Maastricht 2012.
- The New Deal. A Global History. Princeton University Press, Princeton, NJ 2016, ISBN 978-0-691-14912-7.
- (Br)Exit. Algerien, Grönland und die vergessene Vorgeschichte der gegenwärtigen Debatte. In: Zeithistorische Forschungen 14 (2017), S. 112–127.
- Projekt Europa. Eine kritische Geschichte. C.H. Beck Verlag, München 2018, ISBN 978-3-406-72768-9.
- gemeinsam mit Frank M. Bischoff: Was auf dem Spiel steht. Über den Preis des Schweigens zwischen Geschichtswissenschaft und Archiven im digitalen Zeitalter. In: Zeithistorische Forschungen 17 (2020), S. 145–156.
- gemeinsam mit Ingo Schulze: Doppelt verbunden, halb vereint. Der Beitritt der DDR zur BRD und zur Europäischen Gemeinschaft. Hamburger Edition, Hamburg 2022, ISBN 978-3-86854-353-7.
- Europäische Integration. Geschichte und Gegenwart. C. H. Beck Verlag, München 2022, ISBN 978-3-406-78496-5.

### Herausgeber
- Mit Christof Mauch: Wettlauf um die Moderne. Die USA und Deutschland 1890 bis heute. Pantheon-Verlag, München 2008, ISBN 978-3-570-55069-4, engl.: The United States and Germany during the 20th Century: Competition and Convergence. Cambridge University Press, New York 2010, ISBN 978-0-521-14561-9.
- Fertile Ground for Europe? The History of European Integration and the Common Agricultural Policy since 1945. Nomos, Baden-Baden 2009, ISBN 978-3-8329-4494-0.
- Mit Lorraine Bluche und Veronika Lipphardt: Der Europäer – ein Konstrukt. Wissensbestände, Diskurse, Praktiken. Wallstein-Verlag, Göttingen 2009, ISBN 978-3-8353-0444-4.
- Mit Frauke Stuhl und Julia Franke: Die Erfindung des Europäers. Begleitbuch zur gleichnamigen Ausstellung im Kreuzberg-Museum, 31. Januar–3. Mai 2009. Kreuzberg-Museum, Berlin 2009, ISBN 978-3-00-026449-8.
- Mit Martin Conway: Europeanization in the Twentieth Century. Historical Approaches. Palgrave, New York 2010, ISBN 978-0-230-23268-6.
- The Cultural Politics of Europe. European Capitals of Culture and European Union since the 1980s. Routledge, London 2013, ISBN 978-0-415-52149-9.
- Mit Heike Schweitzer: The Historical Foundations of EU Competition Law. Oxford University Press, Oxford 2013, ISBN 978-0-19-966535-8.
- Mit Kenneth Weisbrode: European Integration and the Atlantic Community in the 1980s. Cambridge University Press, New York 2013, ISBN 978-1-107-03156-2.